# Mesenchytraeus solifugus
О ракетном проекте см. Ледяной червь (Гренландия)
Mesenchytraeus solifugus (лат.) — вид кольчатых червей из семейства энхитреид, обитающий в ледниках Северной Америки. Живёт при температуре, близкой к точке замерзания воды, при понижении температуры впадает в анабиоз. Умирает при температуре 10 °C, а при комнатной температуре разлагается. Цвет покровов — чёрный или коричневый.
Питаются в первую очередь снежной хламидомонадой, но потребляют и другой органический материал, в том числе принесённую ветром пыльцу.
Вечером выходят на поверхность ледника, днём уходят в его толщу.

## Описание
Длина взрослых особей составляет от 1,5 до 2,5 сантиметра, диаметр — около 0,5 мм. Сильно пигментированы. Глаз нет.

## Среда обитания
Встречаются на северо-западе США, в американском штате Аляска и в канадской провинции Британская Колумбия. Массово выходят на поверхность в летние месяцы.